# Juan Javier Estrada

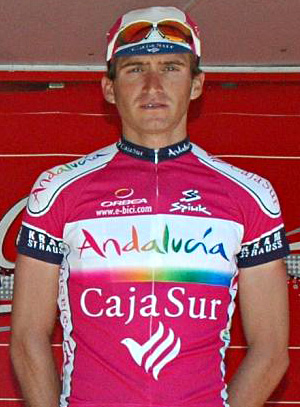
Juan Javier Estrada en la Euskal Bizikleta 2008.

Juan Javier Estrada Ruiz es un ciclista profesional español. Nació en Chiclana de la Frontera (Provincia de Cádiz) el 8 de agosto de 1981. Es profesional desde 2008. 

## Palmarés
No ha conseguido victorias como profesional.

## Equipos
- Andalucía-Cajasur (2008-2011)